# Deszczno (village)
Pour les articles homonymes, voir Deszczno.
Deszczno (prononciation : [ˈdɛʂt͡ʂnɔ]) est un village polonais de la gmina de Deszczno dans le powiat de Gorzów de la voïvodie de Lubusz dans l'ouest de la Pologne.
Le village est le siège administratif (chef-lieu) de la gmina appelée gmina de Deszczno.
Il se situe à environ 9 kilomètres au sud-est de Gorzów Wielkopolski (siège du powiat).
Le village comptait approximativement une population de 291 habitants en 2012.

## Histoire
Avant 1945, ce village était sur le territoire allemand sous le nom Dechsel. (voir Évolution territoriale de la Pologne)
De 1975 à 1998, le village appartenait administrativement à la voïvodie de Gorzów.

Depuis 1999, il appartient administrativement à la voïvodie de Lubusz.